# Rojacher Hütte
Die Rojacher Hütte ist eine Schutzhütte der Kategorie I der Sektion Rauris des Österreichischen Alpenvereins. Sie liegt in der Goldberggruppe auf einer Höhe von 2718 m ü. A., ca. 1 km Luftlinie südöstlich des Gipfels des Hohen Sonnblicks (3105 m) bzw. des Zittelhauses.

## Geschichte
Namensgeber der Hütte ist Ignaz Rojacher (1844–1891), Rauriser Gewerke und späterer Bergwerksbesitzer. Die Hütte ließ sein Freund, der böhmische Landwirtschaftsexperte Wilhelm Ritter von Arlt zu Ehren Rojachers 1898–1899 errichten. 1992 wurde mit einem Ausbau Richtung Felshang begonnen, der mit der Einweihung am 16. Juli 1994 abgeschlossen wurde. Seit 1984 ist die Sektion Rauris des ÖAV Eigentümerin der Hütte.

## Anreise
- Anreise per PKW: über Rauris zum „Bodenhaus“, ab hier Mautstraße bis zum Parkplatz „Lenzanger“
- im Sommer Anreise per Postbus 640 ab Zell am See über Taxenbach,  Rauris und Bucheben bis Kolm-Saigurn

## Zustieg
- Vom Parkplatz „Lenzanger“ über das Naturfreundehaus Kolm-Saigurn (1598 m ü. A.), vorbei am Naturfreundehaus Neubau (2175 m ü. A.), Gehzeit ca. 3 Stunden.

## Übergänge zu Nachbarhütten
Die Hütte ist ein wichtiger Stützpunkt für Wanderer auf dem Zentralalpenweg, einem 1200 km langen österreichischen Weitwanderweg von Hainburg nach Feldkirch, sowie auf dem Tauernhöhenweg.
- Zittelhaus (3105 m), Gehzeit: 1½ Stunden
- Duisburger Hütte (2572 m), Gehzeit: 3 Stunden
- Niedersachsenhaus (2471 m), Gehzeit: 3 Stunden
- Naturfreundehaus Neubau (2175 m), Gehzeit: 1¼ Stunden

## Gipfeltouren
- Hoher Sonnblick (3105 m) in 1 bis 1½ Stunden (markierter Normalanstieg von Osten auf den Hohen Sonnblick bzw. zum Zittelhaus)
- Alteck (2942 m) in 2 bis 2½ Stunden (mit Gletscherbegehung)